# Teodozy Wisłocki
Teodozy Wisłocki OSBM (ur. 23 lutego 1738, zm. 10 maja 1801 w Supraślu) – biskup greckokatolicki.

## Życiorys
Pochodził z rodziny szlacheckiej z Nowosądecczyzny. Miał dwóch braci Bazylego oraz Jana, unickiego plebana łozińskiego, którego syn Bazyli w 1824 był profesorem I klasy przy szkołach "Normalnych Głównych w Nowym Sączu". 20 czerwca 1778 wybrany spośród supraskich bazylianów na opata. Formalnie godność przełożonego klasztoru (archimandryty), objął dopiero 6 marca 1786, po długoletnich staraniach u kolatorów Chodkiewiczów, metropolity unickiego, a także u nuncjusza apostolskiego i u przedstawicieli stronnictwa królewskiego. Wisłocki zdobywał wykształcenie w swoim zakonie, a także u jezuitów, u których pobierał nauki 2 lata we Lwowie oraz 2 lata w Warszawie. Studia zwieńczył tytułem doktora filozofii. Był też autorem książki. Jego wkład naukowy docenił król Stanisław August Poniatowski nagradzając Orderem św. Stanisława. W poglądach filozoficznych był raczej zwolennikiem nurtu tradycyjnego, niż ówczesnych trendów oświeceniowych. Kiedy jeden z zakonników, a w dodatku prefekt drukarni supraskiej ks. Melecy Ossuchowski, przetłumaczył i opublikował w nakładzie 1000 egzemplarzy książkę pt. Wychowany człowiek w prawie natury, opat Wisłocki kazał ją spalić. Owa gorliwość i przygotowanie merytoryczne sprawiły, iż metropolita unicki Jason Junosza Smogorzewski mianował opata Wisłockiego cenzorem unickich książek. Teodozy Wisłocki oprócz pełnienia zwierzchności nad klasztorem bazylianów w Supraślu, był również zwierzchnikiem klasztorów filialnych opactwa supraskiego w Warszawie (na ul. Miodowej), w Kuźnicy, a od 12 sierpnia 1796 nad klasztorem w Drohiczynie (wcześniej klasztor drohiczyński podlegał generałowi bazylianów, pod którego jurysdykcję nie wchodziła archimandria supraska – jedyny o takim statusie ośrodek zakonny bazylianów w Polsce). Za jego rządów, 12 maja 1781 w obecności króla i nuncjusza apostolskiego wmurowano kamień węgielny pod budowę kompleksu filialnego z cerkwią Zaśnięcia Matki Bożej w Warszawie, zaprojektowanego przez królewskiego architekta Dominika Merliniego. Obiekt ten, poświęcono 25 sierpnia 1784. Do dziś służy bazylianom i prowincjałowi tego zakonu. Jako biskup doprowadził również do powstania w 1800 parafii unickiej w Supraślu, która niosła posługę duchowną katolikom obu obrządków.
W dobie insurekcji kościuszkowskiej archimandryta Teodozy uczestniczył w pracach Komisji Porządkowej Powiatu Grodzieńskiego, pełniąc funkcję komisarza w Deputacji Skarbowej. W imieniu klasztoru przeznaczył na rzecz ruchu narodowego dwie armatki. Zostały one wysłane z Supraśla na zamek grodzieński 10 maja 1794. Na drugi dzień zgromadzeni w mieście Sokółce członkowie Komisji Porządkowej Powiatu Grodzieńskiego zwrócili się do opata supraskiego w następujących słowach: "Kommissja Porządkowa Powiatu Grodzieńskiego umieściwszy w protokóle ofiar dostarczone z czułego serca do ratunku Ojczyzny w[ielebne]go jks. Wisłockiego opata konwentu supraskiego armatek dwie, czyni nadzieję, iż raz czułość obywatelska nie dozwoli temuż odmówić – niniejszej rekwizycji Komisji Porządkowej, która zanosi o to, aby z drukarni swej raczył przysłać ludzi z prasso jedną, papierem i wszelkiemi rekwizytami do Sokółki, na czas kilkotygodniowy dla rozdrukowania wychodzących uniwersałłów, którym drukarczukom przyzwoitą żywność i miejsce wyznaczy Kommissja. Datt w Sokółce na sessji d. 11 maja r[o]ku. Fr[anciszek] Bouffał komisarz prezydujący. " Wyżej cytowana prośba komisarza Buffała została wysłuchana, bowiem supraślskie czcionki drukarskie odcisnęły Uniwersał Komisji Porządkowej Powiatu Grodzieńskiego, antydatowany na 5 maja 1794. Oprócz tego, klasztor w Supraślu przekazał powstańcom w sumie 33 kg srebra, a gdy już nie można było niczego uszczknąć ze skarbca konwentu, wówczas na wojnę z Rosją bazylianie ofiarowali swoje środki pieniężne. Klasztor supraski udzielił też pożyczki na cele powstania w kwocie 13 tys. zł, którą to sumę 25 września 1794 potwierdził magistrat miasta Warszawy i zobowiązał się do spłaty 5% należności rocznie. Archimandryta Wisłocki tak uzasadniał swoją wielką hojność: "Gdy chęć moja służenia Ojczyźnie zawsze będąc nieustanną, powołała już mię do czynienia różnych ofiar, w teraźniejszym zaś czasie, gdy mimo już danych w ofierze sreber kościelnych więcej z onego na potrzebę Ojczyzny udzielić nie mogę, przeto przykładając się do koniecznych potrzeb Ojczyzny zł pol. 2 tys... obywatelowi Ulińskiemu pułkownikowi moc zawiezienia sreber do Warszawy, wedle determinacji najwyższego Naczelnika, mającemu zaliczyłem i na to kwit, przez onego mnie wydany, wydziałowi Skarbowemu okazuję... (Grodno, 11 września 1794 r.).
Po III rozbiorze Polski, pismem metropolity Rostockiego z 6 października 1796 Teodozy Wisłocki podniesiony został do godności oficjała generalnego dla wszystkich unitów w Prusach Nowowschodnich. Po erygowaniu w Berlinie unickiej diecezji supraskiej, 27 listopada 1797 biskup płocki Onufry Kajetan Szembek otrzymał z Rzymu polecenie przeprowadzenia procesu informacyjnego o kwalifikacjach Wisłockiego na urząd pierwszego biskupa diecezji supraskiej. Bullą papieża Piusa VI "Apostolicum officium" z 27 marca 1799 wyniesiono go do godności biskupiej. 27 kwietnia 1800 w Warszawie odbyła się sakra Wisłockiego. Konsekracji dokonał biskup rzymskokatolicki Jan Albertrandi. Z okazji jego święceń drukarnia supraska wydała specjalny list otwarty. Posługa nowego biskupa trwała tylko jeden rok i 13 dni. Mimo to, w sprawach istotnych dla swojego obrządku i Kościoła, dał się poznać jako osoba bezkompromisowa.
Biskup Teodozy zmarł w Supraślu ok. północy 10 maja 1801. Pochowany został w klasztornej cerkwi Zwiastowania Najświętszej Maryi Panny w Supraślu, katedrze diecezji supraskiej. W Pomianniku klasztornym po śmierci hierarchy pojawił się następujący wpis w języku staroruskim: "1801 roku m[esja]ca Aprelja 28 [czyli 10 maja], nocju k 12 czase prestawi[ł]sja Preoswjaszczennyj Episkop Supraślskij Kir Teodosij Wisłockij, iże w preżde administratorom archimandryi ot roku 1780 do roku 1793. Archimandrytom ot 1793 do roku 1800 i czrez edin rok i dni 13 Episkopom Supraślskim. Pogrebien jest w grobnice ktitorskom w cerkwe ne lewoj strane. Da budet Emu wiecznaja pamjat".